# Academia Chilena de Ciencias Sociales, Políticas y Morales
La Academia Chilena de Ciencias Sociales, Políticas y Morales es una institución de Chile que tiene como propósito fundamental el cultivo, promoción y progreso de las ciencias humanas en sus aspectos sociales, políticos y morales, el cual cumple mediante sesiones de estudio, seminarios, conferencias y otras actividades en que se examinen los problemas de sus diversas disciplinas. 
La Academia está integrada por Miembros de Número, Miembros Correspondientes Nacionales y Extranjeros y Miembros Honorarios. En la actualidad la Academia cuenta con treinta y uno Miembros de Número y trece Miembros Honorarios y Correspondientes en el país y en otras naciones.
Los Miembros de Número deben desempeñar las funciones que le encomiende la Academia, asistir a sus sesiones y contribuir al cumplimiento de sus fines institucionales. Tienen el derecho a presentar trabajos y estudios para su consideración por la Academia y a su publicación. Tienen la misión de discutir, elaborar, difundir y, también, asesorar en sus áreas del conocimiento. Los Académicos Correspondientes pueden asistir a las sesiones y presentar trabajos con anuencia del presidente, pero carecen del derecho a voto.
La Academia Chilena de Ciencias Sociales, Políticas y Morales reúne un espectro amplio y variado de disciplinas, pues sus Miembros de Número cultivan la filosofía, el derecho, la economía, las relaciones internacionales, la educación, el periodismo, la sociología y la ciencia política. Esta orientación disciplinaria permite abordar los problemas de la sociedad con amplitud y profundidad, traduciéndose en enriquecedores debates, estudios y publicaciones.

## Historia
La Academia Chilena de Ciencias Sociales, Políticas y Morales es una de las seis Academias que integran el Instituto de Chile. Este fue creado por la Ley N.º 15.718, del 30 de septiembre de 1964, dictada bajo el gobierno del presidente Jorge Alessandri Rodríguez. En esa oportunidad también fue creada esta Academia, así como la Academia Chilena de las Bellas Artes, la Academia Chilena de Ciencias y la Academia Chilena de Medicina. La Academia Chilena de la Historia y la Academia Chilena de la Lengua ya existían con anterioridad y pasaron igualmente a integrar el Instituto de Chile.
El 22 de octubre de 1964 se inauguró formalmente el Instituto de Chile, en el Aula Magna de la Universidad de Chile, en esa ceremonia se hizo oficial el nombramiento de los primeros miembros de número de las Academias creadas por la Ley N.º 15.718. Para la novel entidad de Ciencias Sociales los elegidos fueron las siguientes personas; por el presidente de la República, los profesores Juvenal Hernández Jaque y Pedro Silva Fernández; por la Universidad de Chile, Pedro León Loyola y por el Consejo de Rectores, los académicos Juan Gómez Millas y Hernán Larraín S.J.
La Academia Chilena de Ciencias Sociales, Políticas y Morales celebró su primera sesión el miércoles 2 de diciembre de 1964 en el Gabinete de Trabajo del señor Ministro de Educación y Académico de Número don Juan Gómez Millas, quien la presidió. En esta ocasión se constituyó la primera Mesa Directiva, que fue presidida por don Pedro Silva Fernández y actuando como Secretario Hernán Larraín S.J. Este último y el señor Pedro León Loyola fueron elegidos delegados ante el Consejo del Instituto de Chile.
La sesión de constitución de esta Academia se realizó el 2 de diciembre de 1964, en el despacho del ministro Gómez Millas. En esta primera sesión se procedió a elegir al presidente y secretario, tomando esta responsabilidad Pedro Silva y el padre Larraín, respectivamente. Además, se nombró una comisión para que redactara el Reglamento que regiría los aspectos administrativos de la Corporación, el que finalmente fue aprobado en diciembre de 1966.
En un comienzo, el Instituto de Chile y las Academias carecían de una sede propia donde sesionar. Por ello sus primeras reuniones se realizaron en la residencia de algunos de los Académicos o en las sedes de otras instituciones. En 1973 se adquirió para el Instituto de Chile una mansión institucional donde pudieron funcionar las seis Academias.
En 1988 se adquirió una sede adicional, en la que hoy trabajan nuestra Academia, la de la Historia y la de Ciencias, que cuenta además con amplias salas de reuniones y de trabajo y con la Biblioteca institucional. Ambas sedes se ubican en la calle Almirante Montt, en el centro de la ciudad de Santiago.
Es necesario destacar el ingreso de la señora Amanda Labarca en 1969, pues marca un hito importante en la historia de la Corporación al ser la primera mujer académico, con una vida de destacados logros intelectuales, en ocupar uno de sus sillones poco tiempo después de su fundación; además destacar que esta Academia fue una de las primeras en incorporar mujeres intelectuales en sus filas. Unos años más tarde, en 1975 y 1982, se incorporaron Irma Salas y Adriana Olguín; dos destacadas estudiosas de los ámbitos educacional y del derecho. Esto abrió definitivamente las puertas a la presencia de mujeres eminentes del ámbito intelectual nacional a prestar su esencial aporte a la vida de la Academia.

## Presidentes
Desde su fundación en 1964, la Academia Chilena de Ciencias Sociales, Políticas y Morales ha sido dirigida por:
- Pedro León Loyola (1964 - 1967).
- Juvenal Hernández Jaque (1967 - 1968).
- Roberto Munizaga Aguirre (1968 - 1979).
- Carlos Martínez Sotomayor (1986 - 1990 y 2001 - 2006).
- Juan de Dios Vial Larraín (1990 - 1994).
- Francisco Orrego Vicuña (1995 - 2000).
- José Luis Cea Egaña (2006 - 2021).
- Jaime Antúnez Aldunate (2021 - Actualidad).

## Académicos de número por orden del sillón
1. Ricardo Riesco Jaramillo
2. José Luis Cea Egaña
3. Andrés Bianchi Larre
4. Jorge Peña Vial
5. José Miguel Ibáñez Langlois
6. Patricia Matte Larraín
7. José Rodríguez Elizondo
8. Sol Serrano Pérez
9. Carlos Peña González
10. Ernesto Ottone Fernández
11. José Joaquín Ugarte Godoy
12. Carlos Cáceres Contreras
13. Luis Riveros Cornejo
14. Pedro Gandolfo Gandolfo
15. Hernán Corral Talciani
16. Eugenio Tironi Barrios
17. Marisol Peña Torres
18. Pedro Morandé Court
19. Rodrigo Vergara Montes
20. Jorge Cauas Lamas
21. Agustín Squella Narducci
22. Cristián Larroulet Vignau
23. Sergio Molina Silva
24. Cristián Warnken Lihn
25. José Joaquín Brunner Ried
26. Augusto Parra Muñoz
27. Enrique Barros Bourie
28. Osvaldo Sunkel Weil
29. Cristián Zegers Aristía
30. Daniel Mansuy Huerta
31. Cardenal Francisco Javier Errázuriz Ossa
32. Oscar Godoy Arcaya
33. Lucía Santa Cruz Sutil
34. Fernando Montes Matte S.J.
35. Jaime Antúnez Aldunate
36. Jorge Correa Sutil

## Publicaciones
La Academia edita anualmente, desde 1990, la revista SOCIETAS. Está a cargo de la Editorial Societas, perteneciente a la Academia.